# Corte de Justicia Centroamericana
La Corte de Justicia Centroamericana fue el primer tribunal permanente de derecho internacional en la historia, y el primer tribunal internacional de derechos humanos. Se le conoció también con el nombre de Corte de Cartago (debido a que inicialmente tuvo su sede en la ciudad de Cartago, Costa Rica). 

## Origen
Fue creada en el marco del llamado primer sistema Washington mediante una convención suscrita el 20 de diciembre de 1907 en Washington, Estados Unidos, por Costa Rica, El Salvador, Guatemala, Honduras y Nicaragua. Esta convención fue aprobada por todos los países signatarios con una vigencia de diez años, a partir de la fecha de la última ratificación, que fue la de Guatemala, el 11 de marzo de 1908. 

## Casos conocidos por la Corte
La Corte se inauguró en Cartago el 25 de mayo de 1908 y durante su existencia conoció de los siguientes casos (entre paréntesis el año de la resolución final):
1. Honduras contra El Salvador y Guatemala (1908)
2. Onofre Silva Castillo contra El Salvador (1908)
3. Pedro Andrés Fornos Díaz contra Guatemala (1909)
4. Laureano Irías contra José Santos Zelaya López (1909)
5. Salvador Cerda contra Costa Rica (1910)
6. Felipe Molina Larios contra Honduras (1913)
7. Alejandro Bermúdez Núñez contra Costa Rica (1914)
8. Daniel Escalante y otros contra Costa Rica (1914)
9. Costa Rica contra Nicaragua (1916)
10. El Salvador contra Nicaragua (1917)

## Traslado de sede
La ciudad de Cartago, sede de la Corte, fue destruida por un terremoto el 4 de mayo de 1910, y en el sismo quedó también destruido el nuevo edificio destinado al alto tribunal, cuya construcción estaba a punto de concluirse y que había financiado el filántropo Andrew Carnegie con una donación de cien mil dólares. Mediante una convención suscrita en Guatemala en 1911, los cinco países acordaron que la sede de la Corte se trasladase de Cartago a San José, Costa Rica, donde había estado sesionando provisionalmente desde el terremoto y fue construido un nuevo edificio con otros cien mil dólares que donó Andrew Carnegie. Sin embargo, se le continuó mencionando con el nombre de Corte de Cartago. 

## Extinción de la Corte
En abril de 1917, como consecuencia de dos fallos en su contra, Nicaragua denunció la convención de Washington y retiró su magistrado de la Corte de Cartago, a pesar de lo cual ésta continuó funcionando. Sin embargo, como la convención estaba próxima a vencerse, el gobierno de Costa Rica propuso celebrar una conferencia en San José para prorrogar su vigor. La idea fue apoyada por El Salvador, Guatemala y Honduras, pero el gobierno de Nicaragua propuso que se invitase a Panamá y que la reunión se efectuase en Panamá o en los Estados Unidos. Guatemala ofreció entonces su capital como sede y todos los países que la reunión se celebrase allí el 10 de febrero de 1918, pero los violentos terremotos que destruyeron la ciudad de Guatemala en diciembre de 1917 y enero de 1918 obligaron a cancelarla. El 19 de enero de 1918, Nicaragua ofreció a los gobiernos de El Salvador, Guatemala y Honduras que la reunión se efectuase en su capital, pero la Cancillería costarricense anunció que debido a la falta de invitación directa de las autoridades nicaragüenses, Costa Rica se abstendría de asistir. La reunión no se celebró, y el 12 de marzo de 1918 caducó la convención constitutiva y la Corte de Cartago quedó extinguida jurídicamente.

## Tribunales centroamericanos posteriores
En el decenio de 1920 hubo algunas propuestas para restablecer la Corte. En 1923, en el marco del segundo sistema Washington, los cinco países suscribieron en Washington una convención para el establecimiento de un Tribunal Internacional Centroamericano, pero éste no fue concebido como una corte permanente, sino ad hoc, y sus competencias eran mucho más limitadas que las de la Corte de Cartago.
En el Protocolo a la Carta de la Organización de Estados Centroamericanos, conocido como Protocolo de Tegucigalpa, por medio del cual se crea el Sistema de la Integración Centroamericano, se crea la Corte Centroamericana de Justicia como el órgano jurisdiccional permanente, encargado de tutelar el derecho comunitario y de integración, de conformidad a las normativas vigentes. En la actualidad Guatemala, Honduras, El Salvador y Nicaragua son Estados parte del Convenio de Estatuto de la Corte Centroamericana de Justicia. Belice, Costa Rica y Panamá han suscrito el Convenio de Estatuto pero aún no lo han ratificado.